# Bactrocera terminifera
Bactrocera terminifera är en tvåvingeart som först beskrevs av Walker 1860.  Bactrocera terminifera ingår i släktet Bactrocera och familjen borrflugor. Inga underarter finns listade.